# ناحیه تورتلکریک، شهرستان وارن، اوهایو
ناحیه تورتلکریک، شهرستان وارن، اوهایو (به انگلیسی: Turtlecreek Township, Warren County, Ohio) یک منطقهٔ مسکونی در ایالات متحده آمریکا است که در اوهایو واقع شده‌است.

## خصوصیات
ناحیه تورتلکریک ۱۶۰٫۷ کیلومترمربع مساحت و ۱۲٬۶۱۷ نفر جمعیت دارد و ۲۵۵ متر بالاتر از سطح دریا واقع شده‌است.